# Язу (Димбовіца)
Язу (рум. Iazu) — село у повіті Димбовіца в Румунії. Входить до складу комуни Кожаска.
Село розташоване на відстані 37 км на північний захід від Бухареста, 37 км на південний схід від Тирговіште, 105 км на південь від Брашова.

## Населення
За даними перепису населення 2002 року у селі проживала 2601 особа. Рідною мовою 2600 осіб (> 99,9%) назвали румунську.
Національний склад населення села:
| Національність | Кількість осіб | Відсоток |
| -------------- | -------------- | -------- |
| цигани         | 2081           | 80,0%    |
| румуни         | 519            | 20,0%    |